# New Zealand Alpine Club
New Zealand Alpine Club (NZAC) został założony w 1891 roku w głównej mierze z inicjatywy Arthura Paula Harpera, Georga Mannering i Malcolma Ross. Wzorowany na Alpine Club of London miał zachęcić do wspinaczki górskiej. Jest jednym z najstarszych klubów alpejskich na świecie.

## Historia
Inauguracyjne zebranie nowozelandzkiego klubu alpejskiego odbyło się 11 marca 1891 roku na którym Arthur Paul Harper został wybrany na pierwszego sekretarza i skarbnika klubu, a jego ojciec Leonard Harper, został mianowany pierwszym prezydentem klubu. A. P. Harper był również odpowiedzialny za wznowienie działalności klubu po przerwie w 1921. W latach 1914–1932 sprawował urząd Prezesa, a w 1941 – roku jubileuszowym klubu, został wybrany "President for the Year" (Prezydentem Roku).
NZAC jest członkiem Union Internationale des Associations d'Alpinisme (UIAA), (Międzynarodowa Federacja Związków Alpinistycznych). Jego główna siedziba znajduje się w Christchurch w Nowej Zelandii. Klub zrzesza około 3700 członków, którzy są podzieleni na dwanaście sekcji, z czego jedenaście działa w Nowej Zelandii i jedna w Australii. Większość sekcji prowadzi kursy instruktażowe dla początkujących wspinaczy, ale też zapewnia instruktaż dla średnio zaawansowanych i zaawansowanych. Klub sponsoruje coroczny cykl boulderingowy organizowany latem w Nowej Zelandii, a także inne lokalne zawody wspinaczkowe aktywnie promując wspinaczkę.
Honnorowymi członkami NZAC byli m.in.: Geoffrey Winthrop Young, Noel Ewart Odell, Edmund Hillary, Tenzing Norgay, Elizabeth Hawley.

## Publikacje
Klub publikuje przewodniki po górach Nowej Zelandii i wybranych obszarach wspinaczki skalnej, coroczny "New Zealand Alpine Journal" (Nowozelandzki Dziennik Alpejski), który stanowi zapis roku wspinaczkowego oraz od 15 października 1946 kwartalnik "The Climber".
"New Zealand Alpine Journal" po raz pierwszy został opublikowany w marcu 1892 roku i stanowi niezwykły zapis historii wspinaczki górskiej. Artykuły w nim zawarte obejmują szeroki zakres tematów, takich jak raporty dotyczące pierwszych wejść, opisy tras, artykuły naukowe z geologii, geografii, geodezji, biologii, historii czy zarządzania środowiskiem. Indeks NZAJ z lat 1892–2016, zawiera ponad 7000 pozycji. W 2015 za zgodą NZCA został zdigitalizowany przez austriacki Uniwersytet Leopolda i Franciszka w Innsbrucku, i bezpłatnie udostępniony przez Internet.